# NGC 2217
NGC 2217とは、おおいぬ座の方向にある棒渦巻銀河である。地球からおよそ6500万光年離れた位置にある。